# 子流形

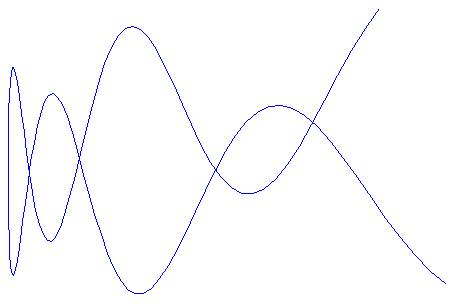
自交的浸入子流形

数学上，流形M的子流形是子集S，且本身也有流形的结构，并且内含映射S → M满足特定属性。根据具体所需的属性，有各种不同类型的子流形。不同作者经常采用不同的定义。

## 形式化定义
下面假设所有流形为Cr类微分流形，r ≥ 1，并且所有映射为Cr类可微。

### 浸入子流形

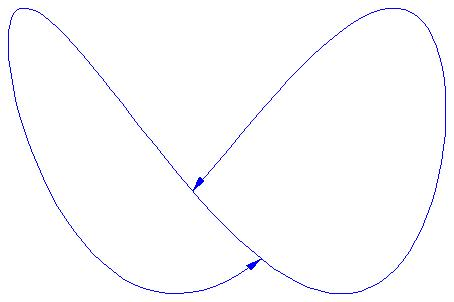
浸入子流形，开区间的区间终点映射为箭头。

流形M的浸入子流形是流形N，带有给定浸入f : N → M（f : N → f(N)是一个光滑映射，且其雅可比矩阵处处满秩）。因此，N在M中的像和N存在局域同胚。如果进一步要求N的度量和从M拉回的度量相同，则称等度浸入子流形。

### 嵌入子流形
嵌入子流形（也称正则子流形）是浸入子流形，其浸入映射为同胚。子流形拓扑和它的像（流形M的子集S）的子集拓扑相同。
嵌入子流形也可以内蕴定义：令M为n-维流形，令k为整数，满足0 ≤ k ≤ n。k-维嵌入子流形是子空间S ⊂ M使得，对每个点p ∈ S，存在图(U ⊂ M, φ : U → Rn)包含p满足φ(S ∩ U)是一个k-维平面和φ(U)的交。二元组(S ∩ U, φ|S ∩ U)构成S上微分结构的图册。
子流形在李群理论中出现频繁，因为很多李群可以视为非退缩矩阵乘法群的子流形兼子群。

### 其他变种
文献中有其他子流形的变种定义。

## 属性
给定M的浸入子流形S，其p点的切空间可以视为p在M中的线性子空间。这是因为浸入给出了一个单射
{\displaystyle i_{\ast }:T_{p}S\to T_{p}M}。
假设S是M的嵌入子流形。若内含映射i : S → M是闭映射则S也称闭嵌入子流形。这是具有良好属性的一类子流形。

## 欧几里得空间子流形
流形经常被定义为欧几里得空间Rn的子流形，所以这是一个非常重要的特例。根据惠特尼嵌入定理所有第二可数的光滑n-流形可以光滑地嵌入到R2n中。而且根据纳什嵌入定理，所有紧致闭流形可以等距嵌入欧几里得空间。